# Río Villegas (río)
El Villegas es un río que se encuentra en la provincia de Río Negro, Argentina. Es tributario del río Manso, que a su vez desemboca en territorio chileno en el río Puelo, formando parte de su cuenca.
Debe su nombre a Conrado Excelso Villegas, un general de artillería y caballería argentino, de origen uruguayo, que acompañó al general Julio Argentino Roca en la llamada Conquista del Desierto.

## Recorrido
Nace en los cerros Carreras y Mellizas (el primero, donde también nacen el río Foyel y el río Chubut y el segundo se ubica cerca del límite con el departamento Pilcaniyeu) En parte de su trayecto, recorre entre el Cordón Áspero (al este) y el Parque Nacional Nahuel Huapi (al oeste), recibiendo aportes de varios arroyos originados por deshielos. Finaliza en el río Manso, cerca de la localidad homónima.